# Малы-Плоцк
Малы-Плоцк (пол. Mały Płock) — деревня в Польше, входит в состав Кольненского повета Подляского воеводства.
Административный центр гмины Малы-Плоцк. Находится на автодороге 63 примерно в 13 км к юго-востоку от города Кольно.
Основана князем Янушем I в конце XIV века. Есть католический костёл (1881).

## Население
По данным переписи 2011 года, в деревне проживал 1041 человек.

### Известные люди
Здесь родилась Анзия Езерская (1880—1970) — американская писательница.